# Різебі
Різебі (нім. Rieseby), також Рісбю (дан. Risby) — громада в Німеччині, розташована в землі Шлезвіг-Гольштейн. Входить до складу району Рендсбург-Екернферде. Складова частина об'єднання громад Шляй-Остзее.
Площа — 38,85 км2. Населення становить 2784 ос. (станом на 31 грудня 2020).

## Галерея

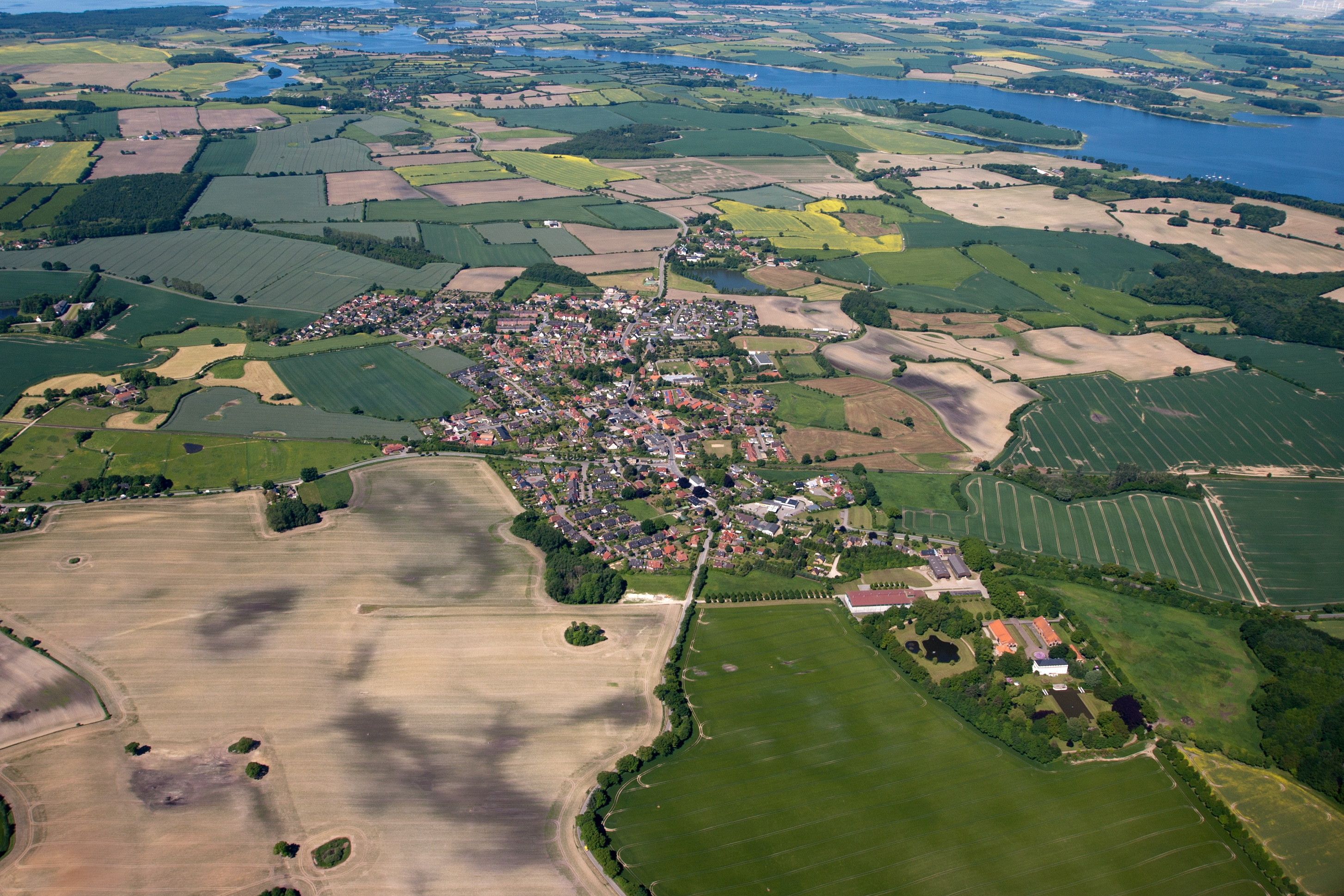
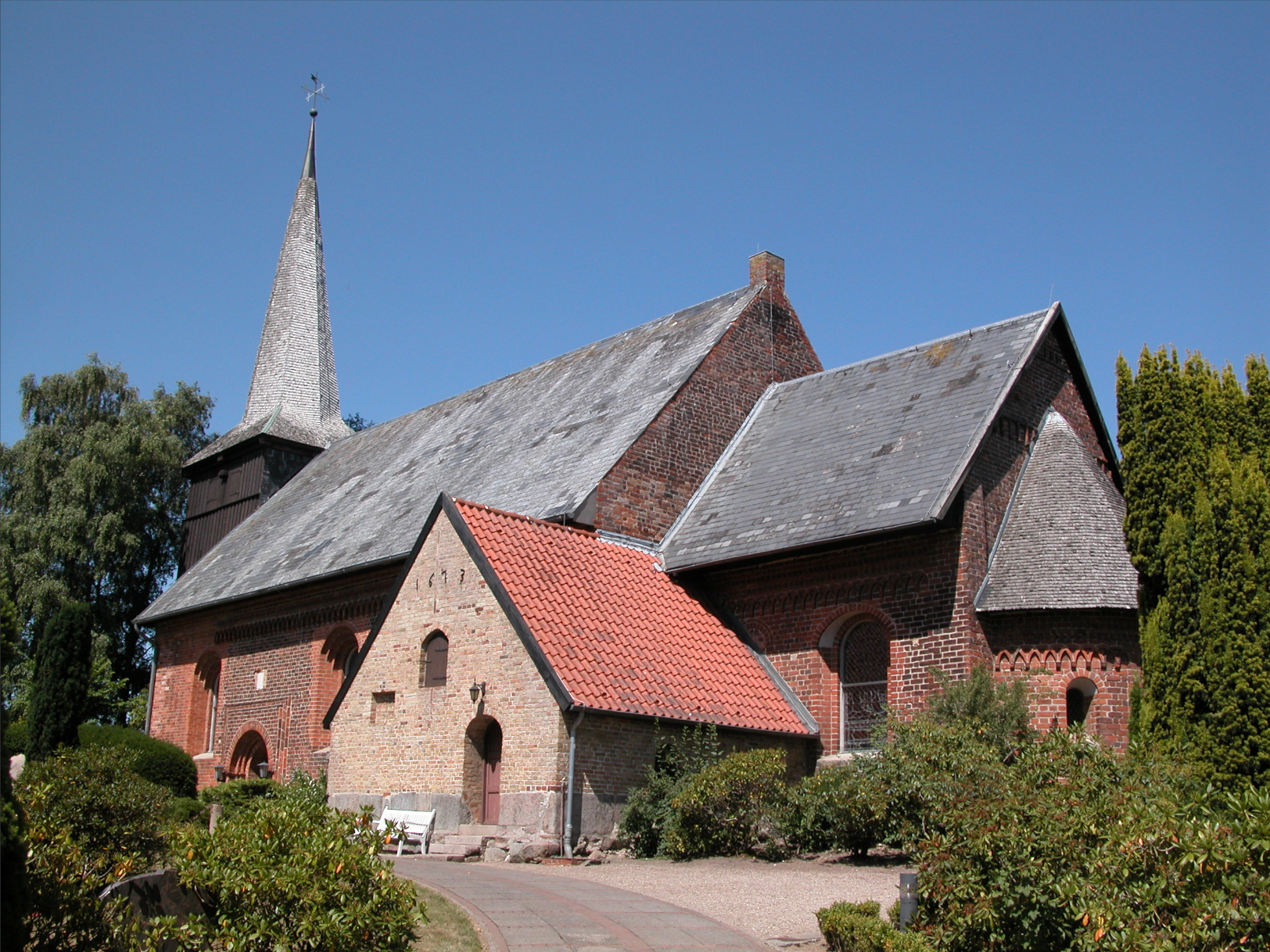
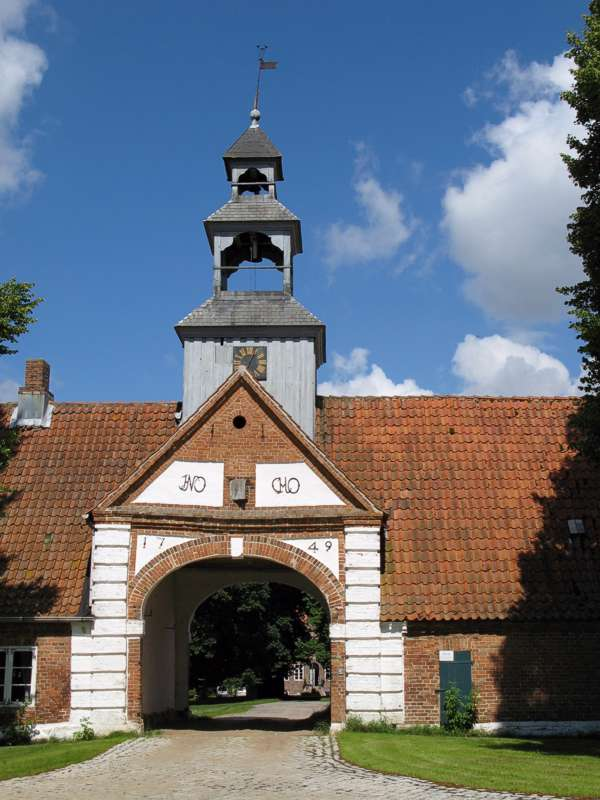
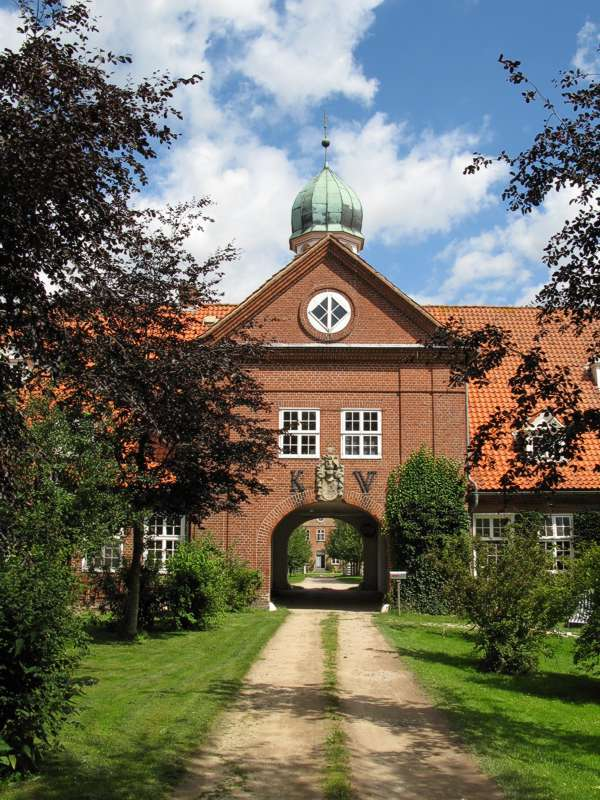
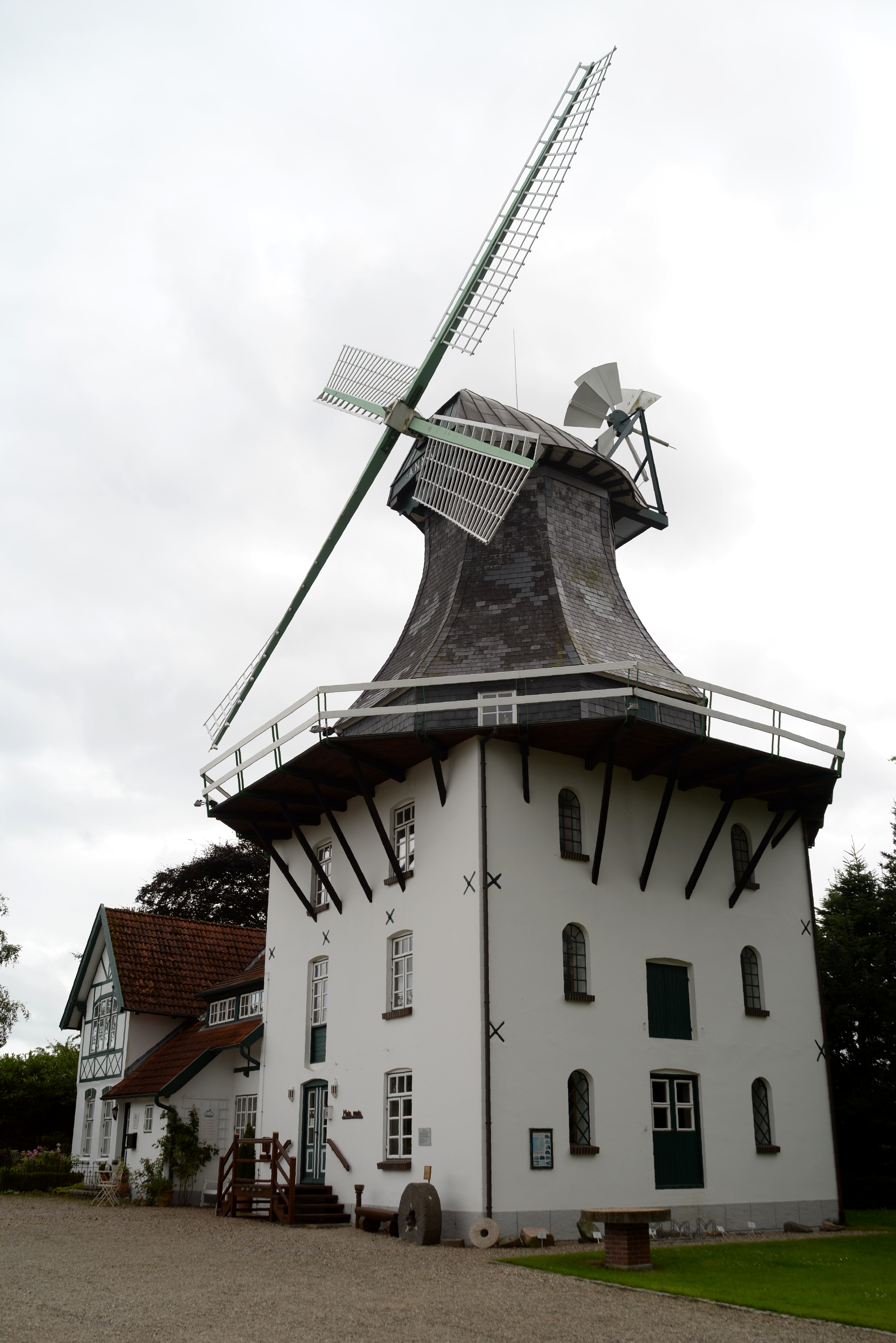
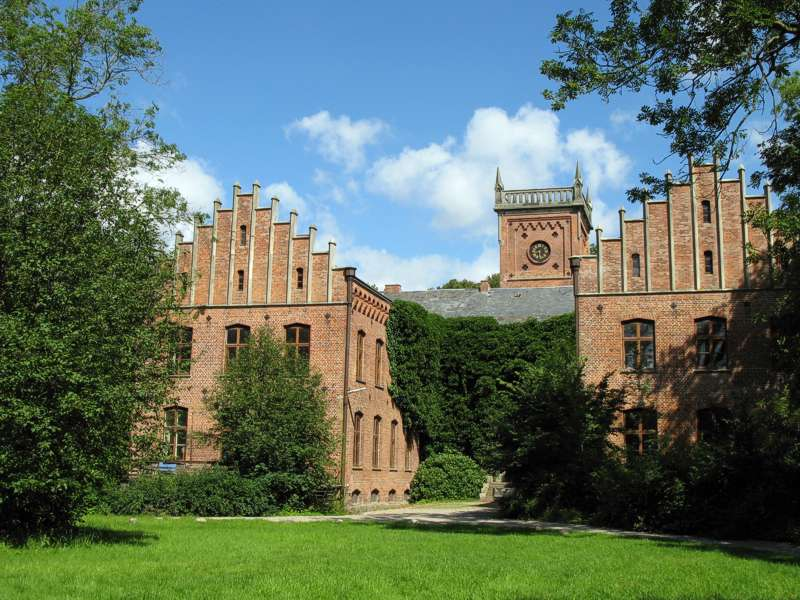